# Heracleum tuberosum
Heracleum tuberosum är en flockblommig växtart som beskrevs av Juan Ignacio Molina och Carl Ludwig von Willdenow. Heracleum tuberosum ingår i släktet lokor, och familjen flockblommiga växter. Inga underarter finns listade i Catalogue of Life.